# Alagoana do Sertão do São Francisco (tiểu vùng)
Alagoana do Sertão do São Francisco là một tiểu vùng thuộc bang Alagoas, Brasil. Tiều vùng này có diện tích 1336 km², dân số năm 2007 là 70158 người.